# Susanne Etti
Susanne Etti   (Alemanya) és una experta australiana en el turisme sostenible, autora d'una guia de codi obert per empreses turístiques que vulguin descarbonitzar les operacions. És gerent d'impacte ambiental de l'agència de viatges Intrepid Travel.

## Biografia
Va créixer a Alemanya i va descobrir Europa viatjant amb tren amb la seva família, que li van transmetre l'estima per la naturalesa i la biodiversitat, a través dels viatges a les glaceres dels Alps i als boscos. Des dels 14 anys va ser conscient de la desforestació de l'Amazònia i es va interessar en el paper de la selva tropical com a dipòsit de carboni.
El 1993 va iniciar un màster en biologia per estudiar el canvi climàtic. Va decidir fer el màster sobre l'increment de la velocitat de propagació de les malalties infeccioses a causa del canvi climàtic a Grècia i l'Equador. El 1999 va començar un doctorat a la Universitat d'Oxford, en col·laboració amb la Universitat de Bonn a Alemanya, centrant-se en el canvi climàtic i la malaltia de Lyme, que va enllestir el 2005.
Mentre estudiava se li va acabar la beca el 2004 i es va posar a treballar en una empresa de compensació del carboni i després a la consultoria climàtica Ndevr Environmental, on va formar 400 professionals en la incorporació de la sostenibilitat a les empreses. El 2008 va marxar a Austràlia perquè va considerar que era un país on reeixia la lluita per la sostenibilitat, i hi va treballar quatre anys en sostenibilitat corporativa.
En aquest moment va començar a treballar per Inedit Travel. El 2020 va publicar una guia de codi obert per empreses que vulguin descarbonitzar les operacions. El 2022 treballava en el càlcul de factors d'emissió per desglossar el carboni en cada element del viatge. Va presentar una eina de mesura de carboni per a operadors turístics a la COP26 en associació amb la Endeavour Environmental and Tourism Declares. En una entrevista va posar València com a model mundial en verificació del càlcul de petjada de carboni en l'activitat turística.
El 2023 era la gerent d'impacte ambiental de l'agència de viatges global Intrepid Travel, on treballa per la transició del negoci vers la descarbonització.
Fou inclosa en la llista de les 100 dones més inspiradores del 2023 per la BBC.